# Лозуватське (селище)
Лозува́тське — селище Гродівської селищної громади Покровського району Донецької області, Україна. Населення становить 17 осіб (станом на 2001 рік)

## Загальні відомості
Селище розташоване на північному сході Покровського району. Відстань автошляхом місцевого значення до райцентру становить близько 31 км.
| Клімат Лозуватського    | Клімат Лозуватського | Клімат Лозуватського | Клімат Лозуватського | Клімат Лозуватського | Клімат Лозуватського | Клімат Лозуватського | Клімат Лозуватського | Клімат Лозуватського | Клімат Лозуватського | Клімат Лозуватського | Клімат Лозуватського | Клімат Лозуватського | Клімат Лозуватського |
| Показник                | Січ.                 | Лют.                 | Бер.                 | Квіт.                | Трав.                | Черв.                | Лип.                 | Серп.                | Вер.                 | Жовт.                | Лист.                | Груд.                | Рік                  |
| Середній максимум, °C   | −2,9                 | −2,2                 | 2,9                  | 13,6                 | 20,8                 | 24,7                 | 26,4                 | 25,9                 | 20,2                 | 12,3                 | 4,6                  | 0,0                  | 12,2                 |
| Середня температура, °C | −5,9                 | −5,4                 | −0,4                 | 9,0                  | 15,7                 | 19,6                 | 21,3                 | 20,7                 | 15,3                 | 8,3                  | 1,8                  | −2,6                 | 8,1                  |
| Середній мінімум, °C    | −8,9                 | −8,5                 | −3,7                 | 4,4                  | 10,6                 | 14,5                 | 16,3                 | 15,5                 | 10,4                 | 4,3                  | −0,9                 | −5,1                 | 4,1                  |
| Норма опадів, мм        | 46                   | 35                   | 32                   | 41                   | 48                   | 61                   | 52                   | 41                   | 40                   | 29                   | 43                   | 51                   | 519                  |
| ----------------------- | -------------------- | -------------------- | -------------------- | -------------------- | -------------------- | -------------------- | -------------------- | -------------------- | -------------------- | -------------------- | -------------------- | -------------------- | -------------------- |
| Джерело:                |                      |                      |                      |                      |                      |                      |                      |                      |                      |                      |                      |                      |                      |

Поблизу села розташований витік річки Казенний Торець

## Населення
Станом на 1989 рік у селищі проживали 11 осіб, серед них — 4 чоловіки і 7 жінок.
За даними перепису населення 2001 року у селищі проживали 17 осіб. Рідною мовою назвали:
| Мова       | Кількість осіб | Відсоток |
| ---------- | -------------- | -------- |
| українська | 12             | 70,59 %  |
| російська  | 5              | 29,41 %  |

## Політика
Голова сільської ради — Макогон Світлана Миколаївна, 1968 року народження, вперше обрана у 2010 році. Інтереси громади представляють 12 депутатів сільської ради:
| Партія                                 | Кількість депутатів | Відсоток |
| -------------------------------------- | ------------------- | -------- |
| самовисування                          | 7                   | 58,33%   |
| «Опозиційний блок»                     | 4                   | 33,33%   |
| Всеукраїнське об'єднання «Батьківщина» | 1                   | 8,33%    |